# Callinectes sapidus
Il granchio blu o granchio reale blu o granchio nuotatore (Callinectes sapidus Rathbun, 1896) è un crostaceo decapode brachiuro della famiglia Portunidae tipico di estuari, lagune e altri ambienti salmastri ma presente anche in acque dolci e marine costiere.
È una specie autoctona delle coste atlantiche del continente americano dove rappresenta un importantissimo prodotto della pesca in quanto le sue carni sono molto apprezzate in cucina. Ha un'alimentazione onnivora poco specializzata anche se altamente efficiente nella predazione dei molluschi bivalvi; a livello ambientale è poco esigente e capace di adattarsi a svariate condizioni e ambienti, anche piuttosto compromessi. Le larve planctoniche – che possono svilupparsi solo in acque salate – sono in grado di viaggiare per lunghe distanze in mare. Anche per questi motivi, è stato ampiamente introdotto e acclimatato al di fuori del suo areale naturale, spesso con gravi effetti dannosi sulle comunità biologiche.
È segnalato sulle coste atlantiche europee dall'inizio del Novecento, e nel Mediterraneo orientale dagli anni trenta-quaranta. Si suppone che sia arrivato nel Mare Adriatico negli anni 1940, ma è stato identificato solo nel 1993
La stabilizzazione, l'aumento particolarmente rapido e invasivo della sua diffusione nel settore occidentale a partire dal secondo decennio del 2000 ha suscitato allarme a causa dei possibili danni ecosistemici e all'industria della pesca, soprattutto sulle popolazioni di molluschi di interesse economico. Questo allarme ha trovato eco anche sui media generalisti.

## Distribuzione e habitat

### Areale nativo

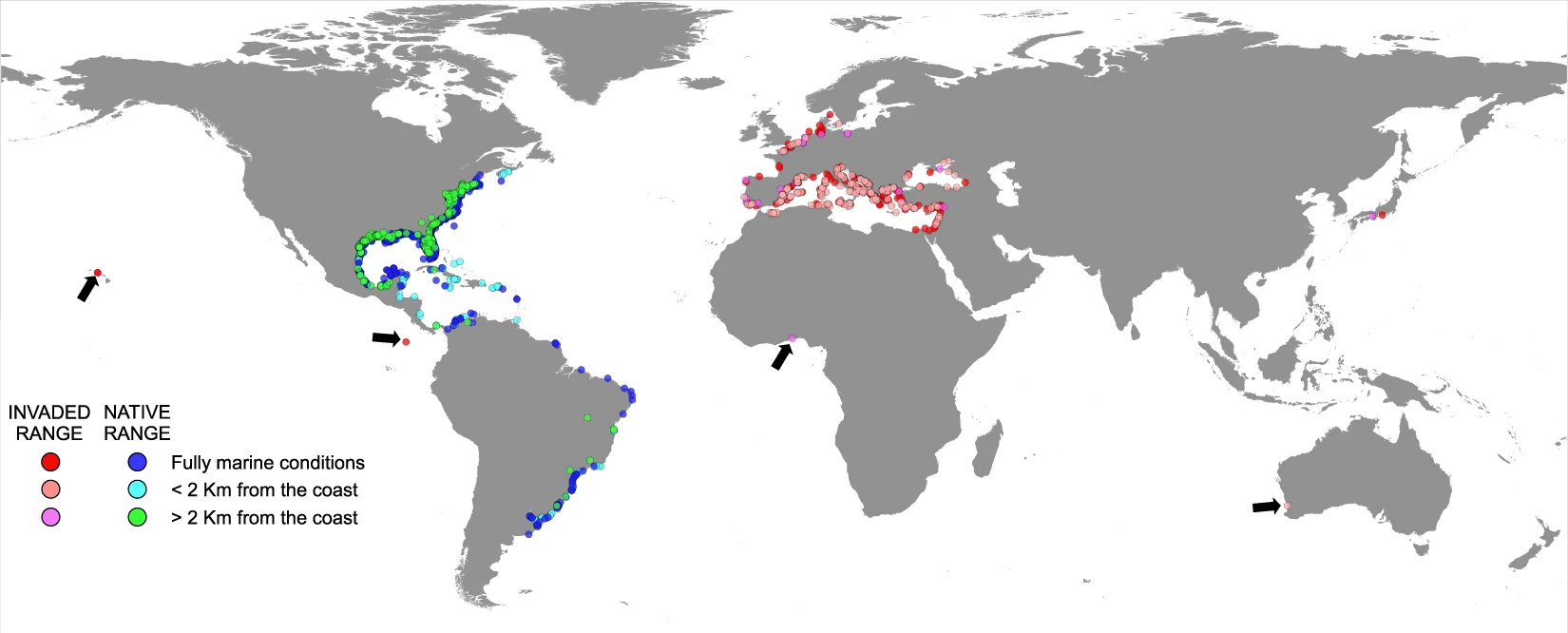
Osservazioni globali al 2021 sulla presenza del granchio blu nell'areale primario (nativo, in blu) e secondario (d'introduzione, in rosso).

La specie è originaria della parte occidentale dell'oceano Atlantico, dove vive lungo le coste dell'intero continente americano, dalla Nuova Scozia all'Uruguay comprese le Bermuda, l'intero golfo del Messico, il mar dei Caraibi e le piccole e grandi Antille. Nelle acque nordamericane è storicamente riportata la presenza di popolazioni stabili a nord fino a Capo Cod, in Massachusetts, mentre le segnalazioni in stazioni più settentrionali erano perlopiù riferite a individui o gruppi di individui erratici presenti solo durante la stagione calda e non a popolazioni in grado di autosostenersi data l'assenza di femmine ovigere. Nel 2015 è stata però accertata la presenza di una popolazione stabile nel golfo del Maine, circa 500 km più a nord. La distribuzione nella parte sud dell'areale è meno nota: alcune fonti riportano l'Uruguay come limite meridionale, mentre altre riferiscono la sua presenza nel nord dell'Argentina senza però dare informazioni sulla consistenza e la stabilità delle popolazioni.

### Specie introdotta

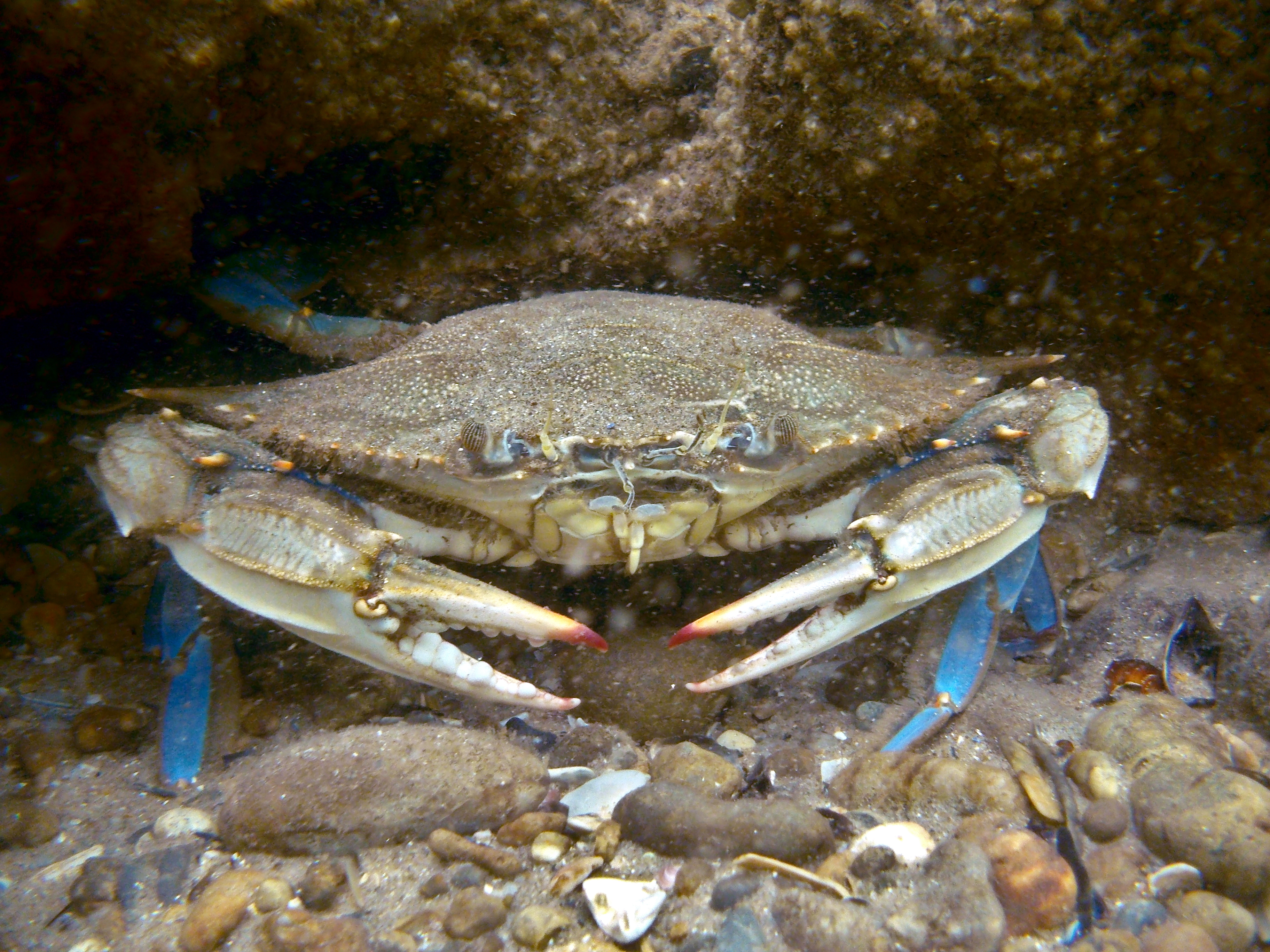
Granchio blu fotografato sott'acqua

La specie è stata introdotta in numerose aree esterne al suo areale come il mare del Nord, il mar Baltico, il Mar Nero, il mar Mediterraneo e il Giappone. La via di introduzione più probabile è quella accidentale dovuta a stadi larvali pelagici rilasciati assieme alle acque di zavorra delle navi. Ad ogni modo, sono state prese in considerazione anche altre vie di arrivo della specie, quali rilasci più o meno intenzionali, trasporto passivo sugli scafi o in ammassi di alghe ed espansioni naturali dell'areale. Tuttavia l'abbondante presenza della specie nei pressi di grandi porti negli Stati Uniti e l'ubicazione delle prime colonie in Europa all'interno di aree portuali con traffico transatlantico rendono l'ipotesi del trasporto nelle acque di zavorra quella più probabile e universalmente accettata. Analisi genetiche sui granchi blu del Mediterraneo hanno mostrato una bassissima diversità genetica dovuta all'effetto del fondatore, risulta dunque che l'intera popolazione mediterranea (e probabilmente europea) deriva da pochissimi effettivi eventi di introduzione.
Le prime segnalazioni per l'Europa risalgono al 1900 sulla costa atlantica settentrionale francese da cui si è diffusa alle acque dei Paesi Bassi, Germania e Danimarca rimanendo però sporadico con segnalazioni occasionali almeno fino al 1965. Nel mare del Nord, un aumento delle popolazioni si è riscontrato a partire dal 1975, mostrando comunque abbondanze molto inferiori a quelle riscontrate nel Mediterraneo. La presenza nel mar Mediterraneo è stata accertata la prima volta nel 1937 nel mar Egeo, quindi in Egitto nel 1940 e un anno dopo nell'Adriatico settentrionale; le prime popolazioni naturalizzate nel mar di Levante e nell'Egeo vengono segnalate solo dal 1959; a partire da questi primi nuclei di colonizzazione si assiste a una rapida diffusione della specie nella parte orientale del Mediterraneo mentre, almeno fino al 2006 le segnalazioni per il Mediterraneo occidentale sono sporadiche, occasionali e senza segni di naturalizzazione. Nel 2008 la situazione fotografata dall'atlante delle specie aliene del mar Mediterraneo della CIESM riporta la specie come frequente nel Mediterraneo orientale dall'Egitto alla parte meridionale del mar di Marmara, compresa l'isola di Cipro, e nel golfo di Salonicco, mentre risultava poco comune nell'estremo nord del mare Adriatico. Segnalazioni occasionali erano riportate per il mar Ligure, il golfo del Leone, Malta, il mar Ionio e per entrambe le coste dell'Adriatico centrale. A partire dagli anni 2000 ma soprattutto nel 2016-2023, la diffusione nel Mediterraneo occidentale ha avuto un forte incremento colonizzando tutte le coste del bacino e anche aree esterne allo stretto di Gibilterra come le coste atlantiche della Spagna e del Marocco e colonizzando perfino le isole Canarie. Questa espansione ha avuto talvolta velocità esplosiva come nei casi delle foci dei fiumi Neretva o Ebro. L'espansione verso il bacino occidentale, più freddo, del mar Mediterraneo potrebbe essere correlata con l'aumento delle temperature medie di questo mare dato che la presenza di habitat idonei e condizioni ambientali favorevoli appare positivamente correlata con l'aumento delle temperature ambientali.
Al 2023 il granchio blu risulta presente e naturalizzato in tutto il Mediterraneo.

#### In Grecia
Il C. sapidus è stato avvistato nelle acque greche sin dalla fine degli anni 1940 e risulta particolarmente abbondante nella parte settentrionale dell'Egeo. La sua presenza si è però stabilita nello Ionio solo negli anni 2000, sia in acque greche che nelle vicine Croazia, Albania e Montenegro, e ciò malgrado che lo Ionio offra un habitat più adatto alla specie, con estuari o lagune costiere, al contrario dell'Egeo. La ragione risiede nella temperatura dell'acqua, più elevata nell'Egeo e che quindi favorisce lo sviluppo larvale dei granchi.
Il consumo dei granchi è minore sulle coste ioniche. Di contro, nel nord dell'Egeo, il C. sapidus viene pescato e venduto al mercato di Salonicco e pescato in Turchia con delle nasse.

#### In Francia
Benché la presenza del granchio blu sia stata registrata sin dai primi del Novecento sulle coste atlantiche francesi, la sua comparsa su quelle mediterranee è avvenuta solo successivamente, con le prime notizie relative ad essa risalenti al 1962, quando furono pescati alcuni esemplari nella laguna di Berre. A partire dal 2016, la sua presenza si è diffusa in molte lagune della costa mediterranea francese e della Corsica. In Corsica in particolare, le prime notizie della specie risalgono al 1933, ma è a partire dal 2019 che si è rapidamente diffusa lungo le coste dell'isola. Nel 2020 è stata confermata la riproduzione del granchio blu nelle acque corse.
Col fine di combattere la diffusione invasiva della specie, sono stati sviluppati e testati diversi strumenti di pesca specializzati, in particolare in Francia. Sebbene i risultati in ambiente controllato siano stati positivi, la loro applicazione in ambito naturale non ha portato i frutti sperati. Le esche non vengono attaccate dai granchi probabilmente a cause dell'abbondanza di cibo in natura. Le nasse con inganni a maglie rafforzate hanno dato i risultati migliori per la cattura dei granchi blu.

#### In Italia

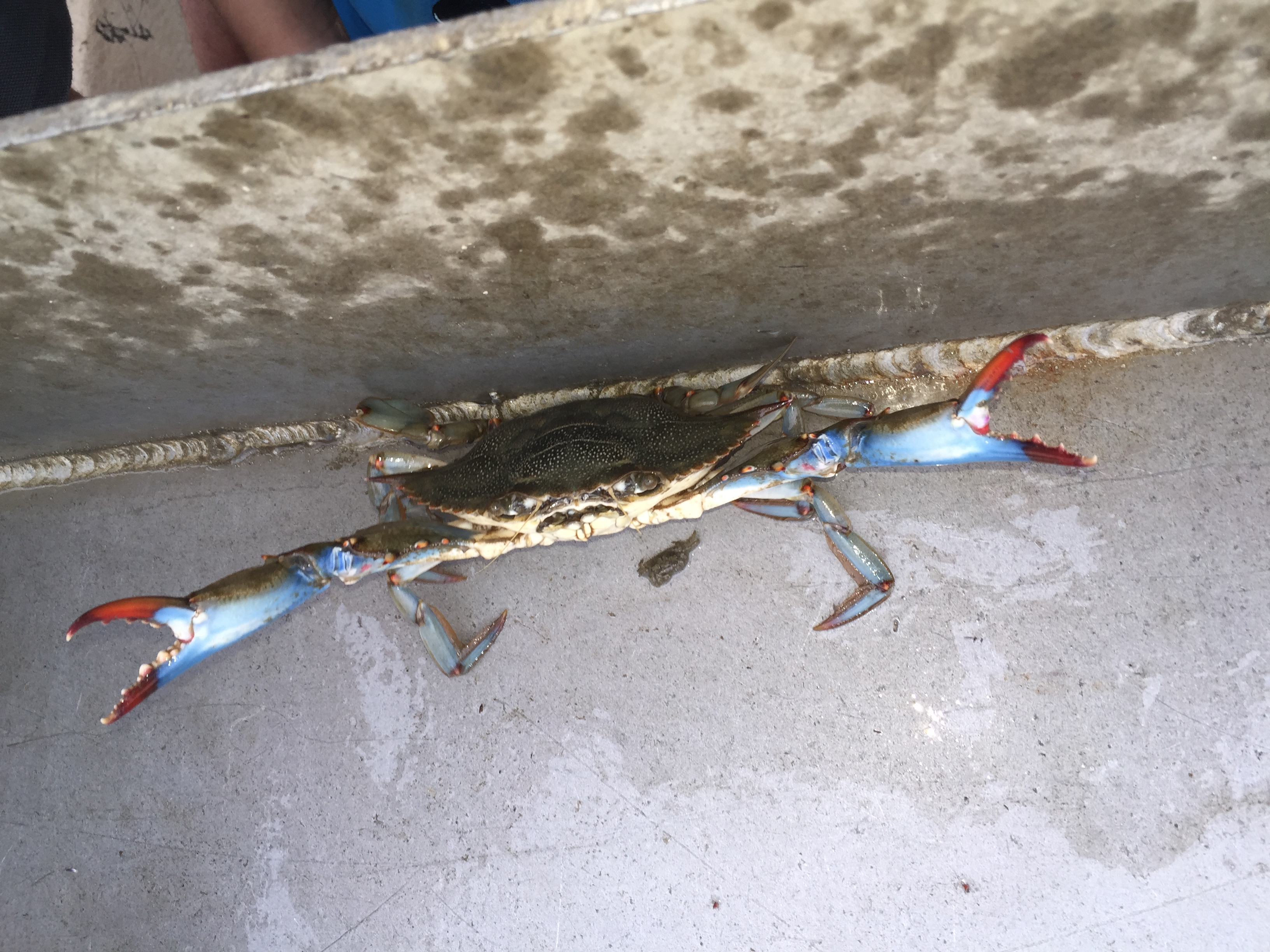
Individuo femminile in posizione d'attacco; è visibile la caratteristica colorazione delle chele

In Italia le prime segnalazioni ufficiali riguardano Marina di Grado e la Laguna di Venezia e datano, rispettivamente, 1949 e 1951; poi, in ordine di tempo, ci sono le segnalazioni per il porto di Genova (1965) e per la Sicilia (1970); la specie però non pare costituire popolazioni riproduttive almeno fino ai primi anni novanta del XX secolo, tanto che dopo le prime segnalazioni non si sono più avuti riscontri fino al 1991 nella Laguna di Venezia. A partire dal nuovo millennio la colonizzazione delle acque italiane procede in maniera rapida: nel 2016 appare nel Golfo di Trieste in seguito compare nel resto del mar Adriatico compreso il delta del Po, nel mar Ionio, nel mar Ligure, in Sardegna, in Sicilia e per ultimo viene colonizzato il mar Tirreno, bacino nel quale ancora nel 2019 la specie era considerata molto rara.
Nel 2021 risulta presente in tutti gli ambienti idonei dei mari italiani spingendosi anche all'interno dei fiumi fino a oltre 9 km.

#### In Spagna

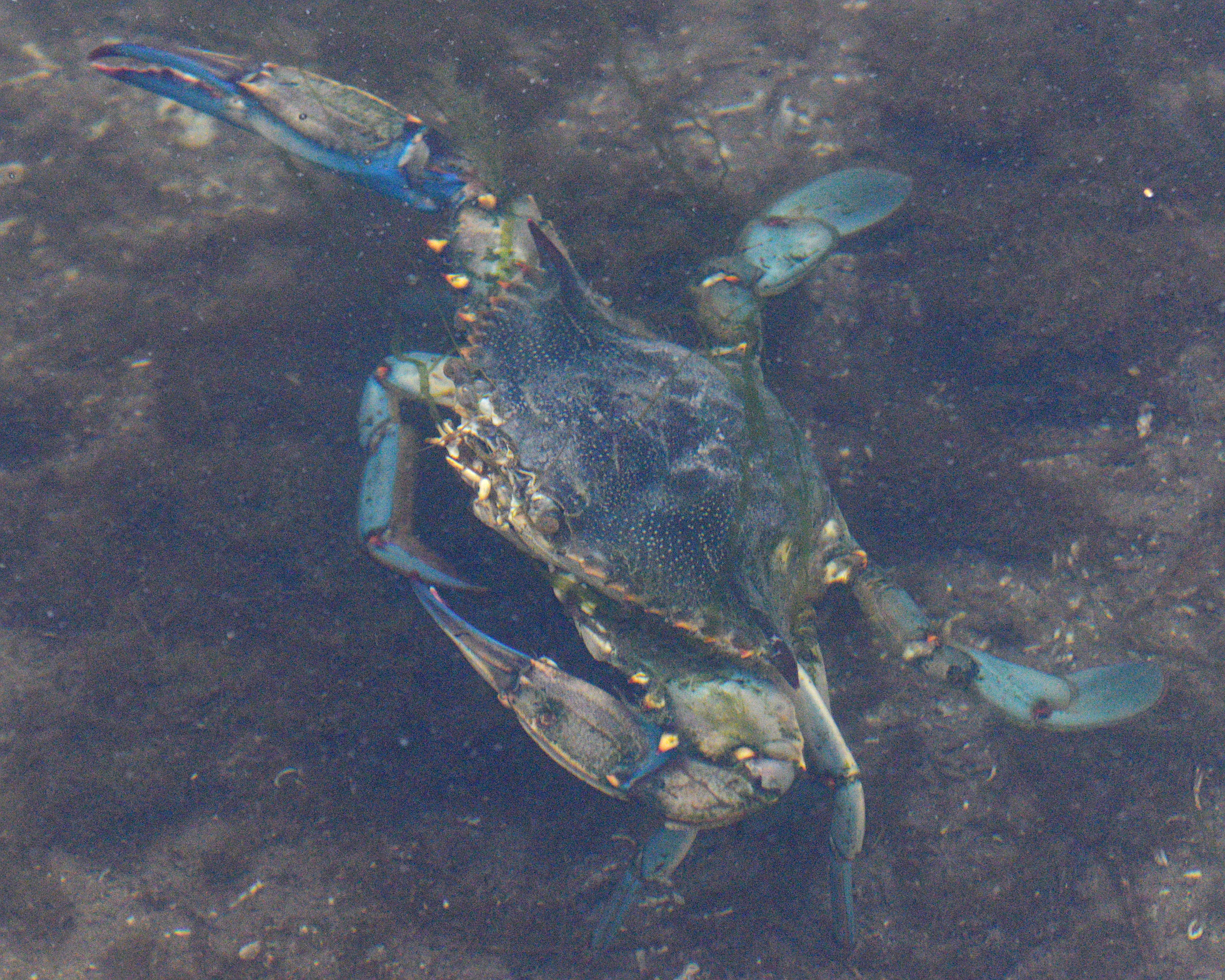
Esemplare fotografato in Spagna

Sulle coste spagnole, Callinectes sapidus è presente dal 2003, con prime osservazioni sporadiche nelle lagune della regione dell'Albufera, vicino Valencia. Il 6 dicembre 2014, un esemplare intrappolato in reti da pesca fu catturato all'imboccatura del fiume Segura, nel sud-est della Spagna. In seguito, la presenza di larve di granchio blu è stata registrata nelle isole Baleari.
Nel Paese, il granchio blu è sfruttato come risorsa commerciale: femmine gravide vengono rilasciate in mare e i granchi sono pescati ed esportati verso i mercati cinesi e coreani.

#### In Tunisia
Nel Mediterraneo spicca il caso di studio della Tunisia, Paese in cui la specie è segnalata a partire dal 2021. L'export tunisino di granchio blu, che però comprende anche specie lessepsiane del complesso Portunus pelagicus, ha raggiunto le 7 600 tonnellate, per un valore di 24 milioni di dollari, cifra raddoppiata rispetto al 2020. Questo è stato possibile anche grazie al progetto Bleu-Adapt, attuato dalla Tunisia per la conservazione degli habitat marini, che ha ottenuto un premio dal progetto WestMED 2023 organizzato dall'Union pour la Méditerranée col sostegno della Commissione Europea. Analoghi modelli di gestione sono stati attuati in Grecia e Spagna.

### Habitat
L'habitat preferito nell'areale naturale dagli adulti di C. sapidus è costituito da foci fluviali e baie a profondità da 0 a 90 metri (ma normalmente in acqua bassa non più profonda di 35 metri) con fondali di sabbia o fango. Le praterie di fanerogame marine sono invece ambienti frequentati soprattutto dai giovanili e dalle ultime fasi larvali per evitare la predazione da parte degli adulti. Il granchio blu è fortemente eurialino ed è reperibile da salinità marine o addirittura superiori all'acqua dolce; è in grado di risalire i fiumi anche per 195 km. La tolleranza all'acqua dolce varia nella vita di un individuo: i primi stadi larvali non sono in grado di tollerare acque molto dissalate e per questo motivo le femmine adulte, dopo aver raggiunto la maturità sessuale ed essersi accoppiate nelle acque poco salate degli estuari, migrano verso il mare o zone a salinità relativamente alta per la deposizione delle uova. I giovani granchi sono invece tolleranti alla bassa salinità e si spostano verso acque salmastre. In generale, tranne che nelle fasi giovanili e nel breve periodo di accoppiamento, i maschi stazionano in acqua salmastra e le femmine in zone a salinità marina o appena più bassa. Tollera anche un'ampia gamma di temperature; le temperature ottimali vanno da 12 °C a 24 °C con un optimum termico a 23 °C. Risulta infine sopportare anche concentrazioni di ossigeno disciolto molto basse riuscendo a vivere in ambienti nei quali la concentrazione di questo gas scendeva in estate fino a 0,08 mg/l.

## Descrizione

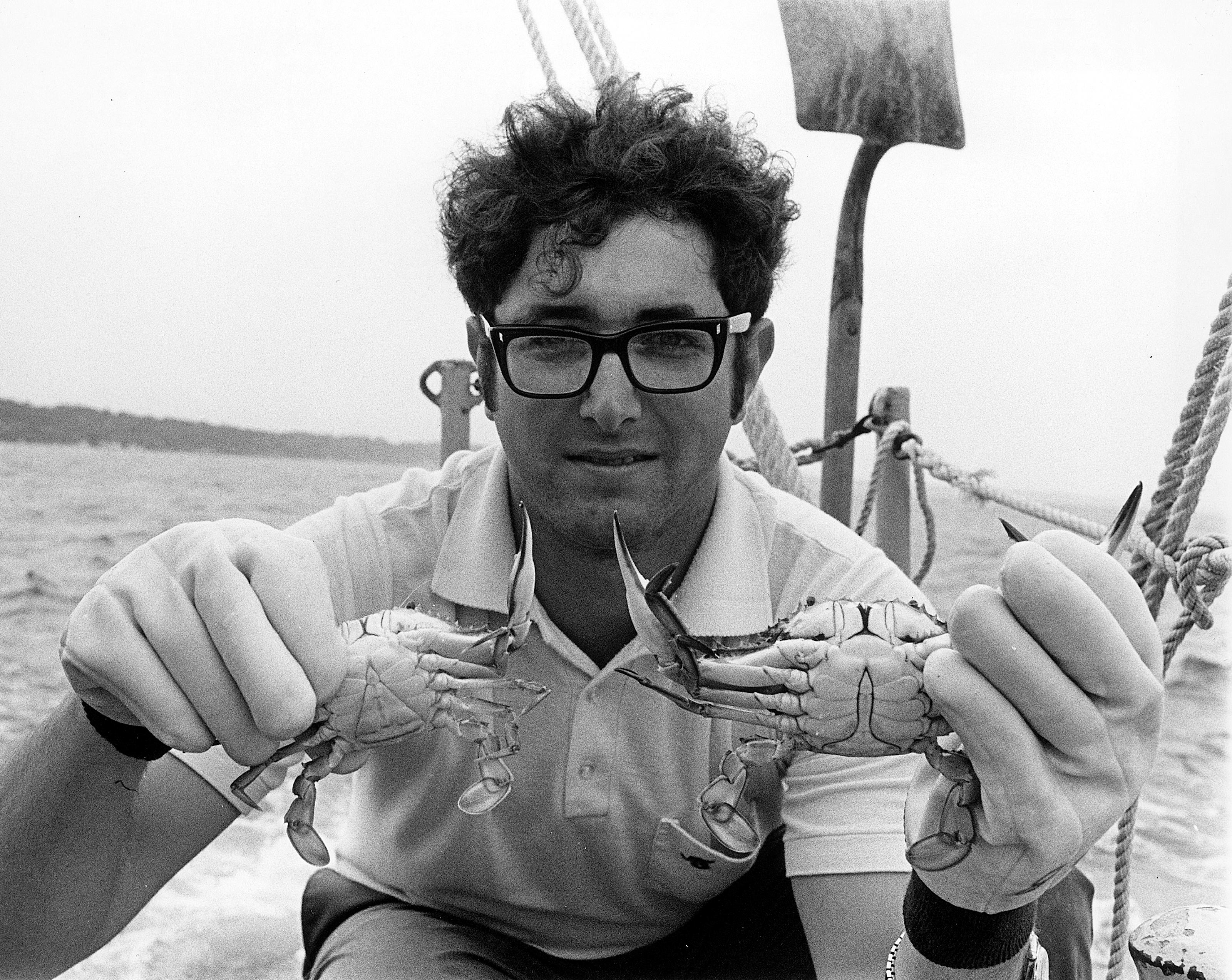
Biologo marino con una femmina immatura (a sinistra del lettore) e un maschio in vista addominale

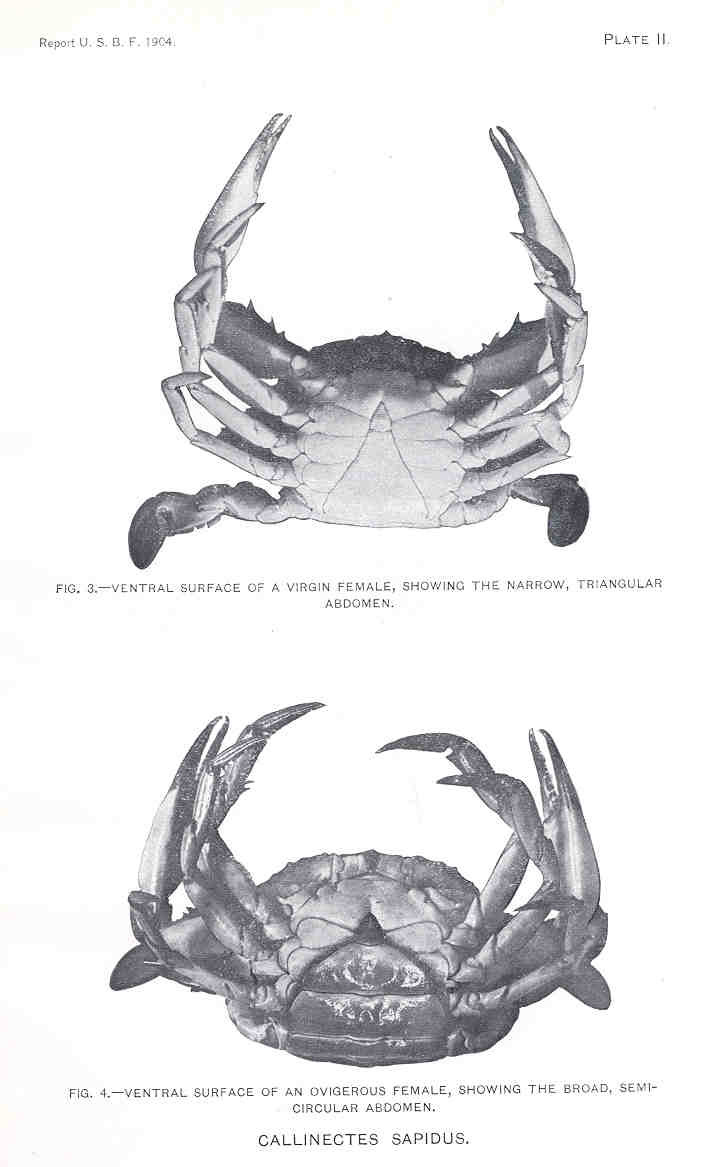
Addome di una femmina immatura (in alto) e di una matura

C. sapidus ha il carapace largo oltre il doppio della lunghezza con granulature soprattutto nella parte anteriore. Sulla fronte sono presenti due denti non appuntiti di forma triangolare, sui lati del carapace nella parte anteriore e laterale sono presenti 9 paia di denti, il più posteriore dei quali molto più grande degli altri e trasformato in una robusta spina diretta esternamente; l'aspetto della spina laterale è variabile tra gli individui e può essere più o meno acuminata o rivolta leggermente indietro. I pereiopodi, ovvero le appendici toraciche o zampe, sono cinque paia delle quali il più anteriore, come in tutti i granchi, è trasformato in chele e definito chelipede; le chele sono molto robuste e più lunghe delle altre quattro paia di arti. Sul lato anteriore del mero, il segmento basale dei chelipedi, sono presenti tre robuste spine, mentre una è situata sul lato esterno nella parte finale. Sul lato interno del carpo, il segmento del chelipede successivo al mero, non sono presenti spine. Il propodio, l'ultimo segmento del chelipede corrispondente alla chela vera e propria, è percorso da carene rilevate cosparse di granuli. Come in tutti i Portunidae l'ultimo paio posteriore di pereiopodi ha i due elementi finali appiattiti in forma di paletta. L'addome è, come in generale nei granchi, piccolo, appiattito e ripiegato sotto il torace; la sua forma costituisce il più evidente dimorfismo sessuale di questa specie: nel maschio l'addome ha grossolanamente la forma della lettera "T" ed è costituito da due segmenti basali larghi, mentre i restanti sono molto sottili; nella femmina ha forma triangolare negli individui immaturi e ovale rotondeggiante in quelli adulti.
La colorazione del lato dorsale del carapace ha una certa variabilità e va dal grigiastro al verde oliva con sfumature bluastre, le spine sui bordi del guscio possono essere rossastre. Le zampe sono di solito verde brunastro con parti variamente colorate di blu e bianco e articolazioni fra i segmenti talvolta rossicce. La colorazione delle punte delle chele è un carattere che consente di distinguere i sessi: nei maschi sono blu mentre sono rosso aranciato nelle femmine; in entrambi i sessi la chela ha lati di colore blu, da cui deriva il nome comune.
La taglia massima riportata in letteratura per il granchio blu è una larghezza di 22,7 cm nel maschio e di 20,4 per la femmina.

## Biologia
Mediamente la longevità del granchio reale blu è di 3 o 4 anni ma può frequentemente arrivare a cinque ed eccezionalmente a otto anni.

### Alimentazione

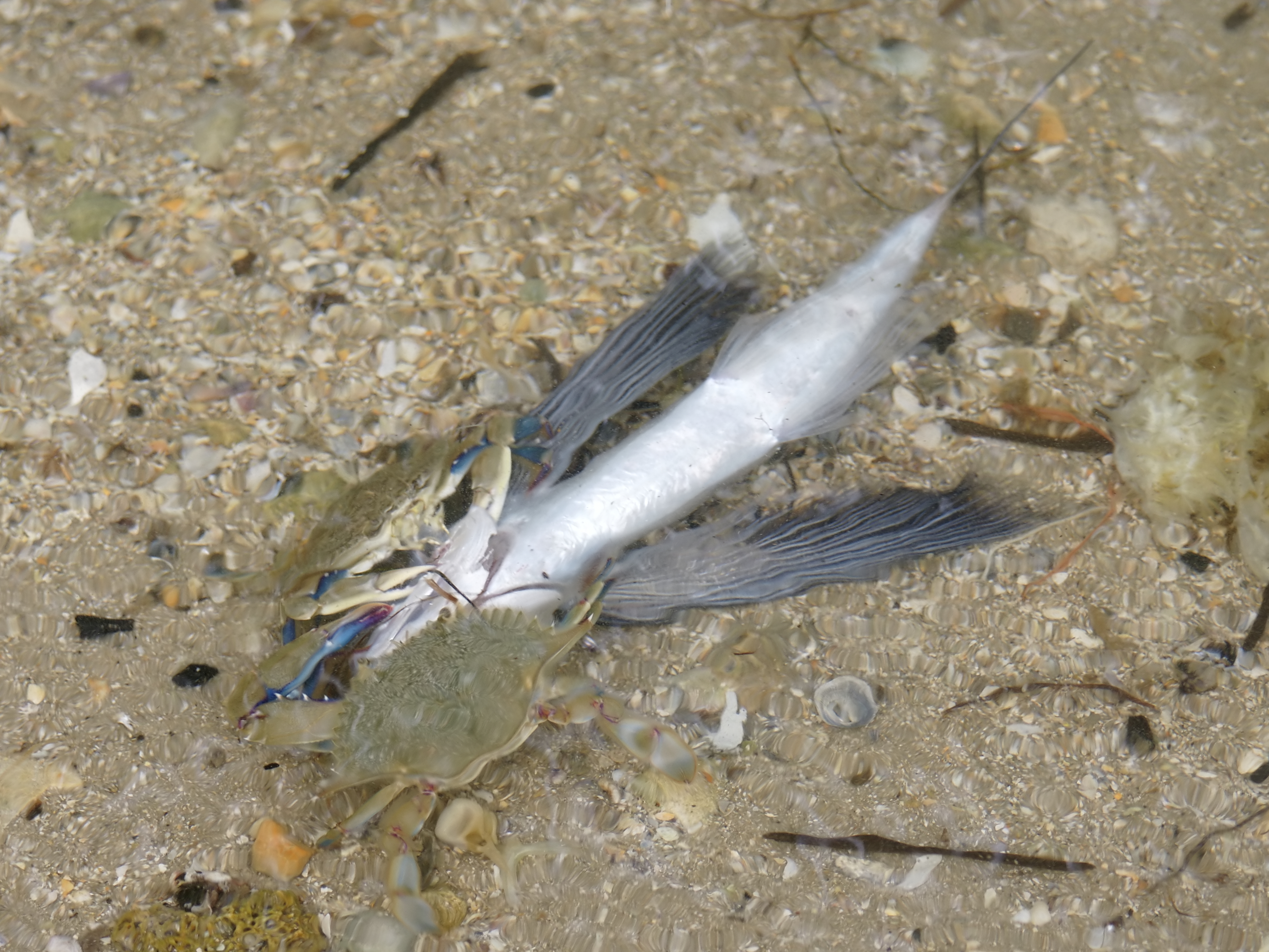
Due individui intenti a nutrirsi di un pesce volante

Il granchio blu è un animale onnivoro con una dieta scarsamente specializzata. L'alimentazione è basata su pesci, altri crostacei, molluschi e materiale vegetale. Studi condotti nell'areale naturale americano mostrano che la dieta di C. sapidus comprende prevalentemente pesci e loro resti, molluschi bivalvi, molluschi gasteropodi, policheti, crostacei anfipodi, decapodi e misidacei, alghe verdi del genere Ulva, fanerogame marine del genere Zostera e perfino larve di insetti ditteri Chironomidae. Gli individui di piccole dimensioni consumano relativamente più crostacei, molluschi e vegetali rispetto agli adulti che a loro volta predano animali più grandi e dotati di gusci più duri, compresi molluschi bivalvi dotati di conchiglie massicce come le ostriche. I bivalvi costituiscono una frazione consistente della dieta di C. sapidus, la conchiglia viene aperta dal lato della cerniera tagliando il legamento e i muscoli adduttori che tengono chiuse le due valve; vengono scelti per primi gli individui più piccoli e più facili da aprire. Studi condotti in laboratorio mostrano come individui sottoposti a una dieta esclusivamente vegetale abbiano mortalità molto più alta, minori tassi di crescita e minor potenziale riproduttivo di quelli alimentati con cibi animali. Gli adulti mostrano una forte tendenza al cannibalismo nutrendosi frequentemente di altri individui di granchio blu, soprattutto delle classi di taglia inferiori. L'alimentazione di C. sapidus nell'areale di invasività è poco nota: uno studio condotto nel golfo di Salonicco in Grecia riporta che la dieta si basa su molluschi bivalvi, crostacei e pesci tra i quali molte specie di grande interesse per la pesca come il cuore spinoso, il fasolaro, la vongola lupino, il cuore di laguna, la cozza, l'ostrica, la vongola verace e il cannolicchio tra i molluschi, il granchio verde e la mazzancolla tra i crostacei, la spigola, i cefali, i saraghi, la mormora, la triglia di scoglio, la sogliola, l'orata e l'ombrina tra i pesci nonché di policheti, piante terrestri come la salicornia e carogne di animali terrestri tra le quali quelle di gabbiani e serpenti. Una pubblicazione del 2024 mostra come la dieta di C. sapidus nell'estuario del Guadalquivir in Spagna sia composta prevalentemente di pesci e molluschi, con frequenza minore di altri granchi, sedimento e materiale vegetale e solo marginalmente di policheti, gamberi, altri artropodi e cefalopodi, mentre uno studio del 2018 indica che nelle acque lagunari della costa mediterranea egiziana l'alimentazione di questa specie sia composta prevalentemente di molluschi seguiti da crostacei, pesci e sedimento, con le femmine che consumano molti più molluschi e meno pesci dei maschi.
La dieta delle larve pelagiche di C. sapidus è scarsamente conosciuta ma sembra basarsi sullo zooplancton, sebbene comprenda anche una percentuale di fitoplancton. Sembra che una dieta basata solo su microrganismi vegetali non fornisca nutrienti a sufficienza per completare lo sviluppo larvale.

### Riproduzione

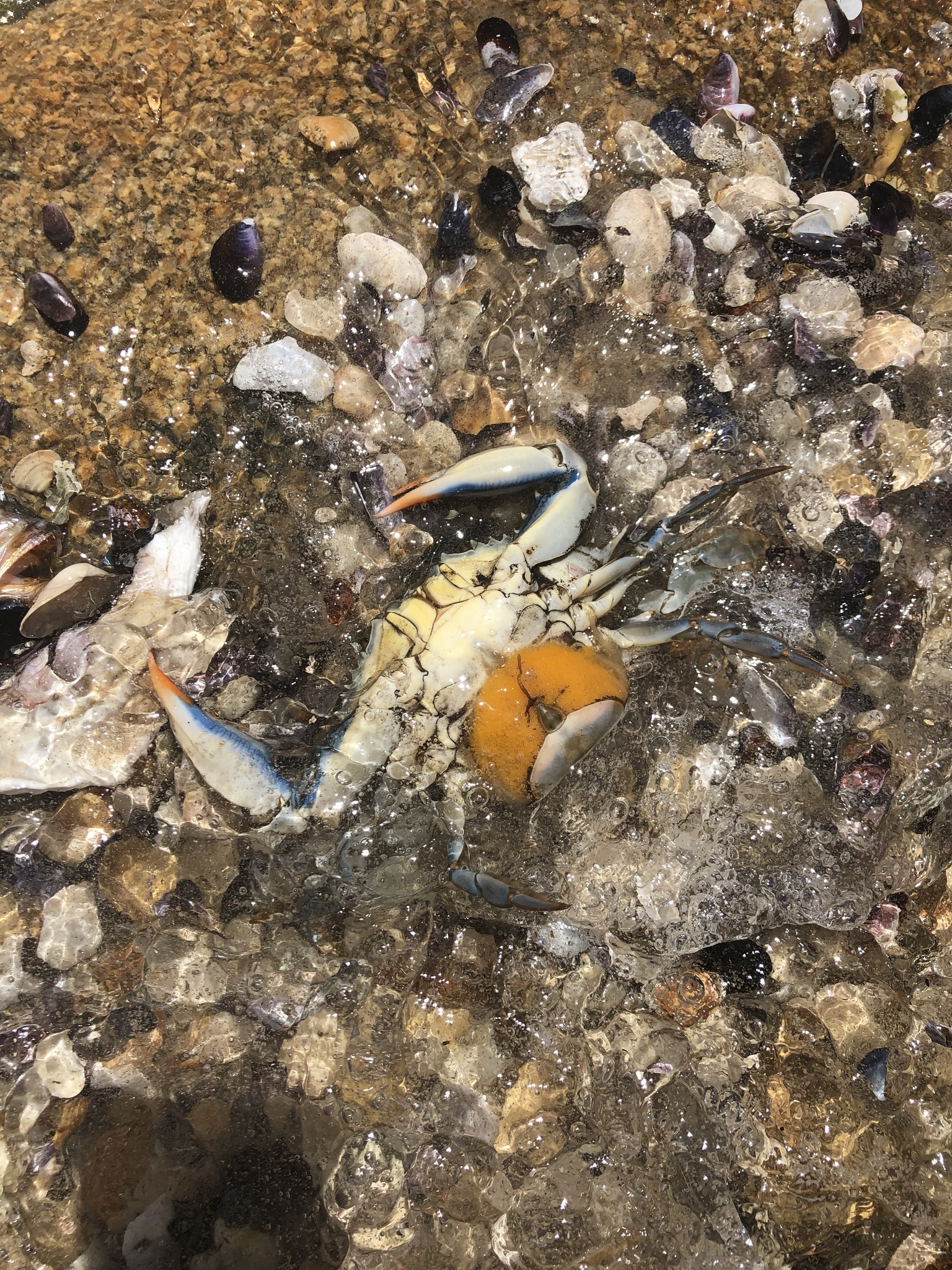
Femmina ovigera fotografata in Uruguay

Il granchio blu arriva alla maturità sessuale tra i 12 e i 18 mesi di vita in base alla temperatura ambientale, dopo circa 18 mute, dopo la fase larvale; il numero di mute varia fra maschio e femmina e risulta un po' più elevato per quest'ultima, nella quale può arrivare a 20. Al raggiungimento della maturità sessuale il maschio misura mediamente 89 millimetri di larghezza.
Il momento dell'accoppiamento è fortemente influenzato dalle condizioni di salinità e di temperatura del mare, ma avviene sempre in acque salmastre a bassa o media salinità, tipicamente negli estuari o nelle acque dissalate appena al di fuori di essi. Il maschio può accoppiarsi più volte nella vita mentre la femmina può farlo solo una volta; la finestra temporale nella quale la femmina può venire fecondata è molto breve: dopo l'ultima muta (muta terminale o puberale) prima che il carapace si indurisca. L'accoppiamento avviene generalmente in primavera o in estate nell'areale nativo della specie: il maschio avverte la recettività della femmina grazie a feromoni da essa rilasciati e afferra la femmina immatura inserendo le sue chele fra quelle della femmina e il primo paio di zampe; la porta così fino alla sua ultima muta, quando sarà pronta all'accoppiamento. Lo sperma, trasportato da spermatofori, raggiunge le spermateca della femmina attraverso i due pori genitali situati sotto l'addome. Le femmine migrano in seguito in mare aperto oppure in acque ad alta salinità. Fra i due e i nove mesi dopo l'accoppiamento la femmina può deporre oltre 2 milioni di uova. La femmina immagazzina lo sperma ricevuto nell'unico atto di accoppiamento che è sufficiente per tre o più fecondazioni, ma le deposizioni successive alla prima portano un numero minore di uova. In climi miti nei quali la prima deposizione avviene in primavera, può essere prodotta una seconda massa di uova nella tarda estate; pare che nei mari tropicali le uova vengano deposte tutto l'anno. Dopo la deposizione, le uova vengono trattenute sotto l'addome della femmina dove vengono tenute in loco dai pleopodi (appendici addominali) formando una massa di colore arancio dall'aspetto spugnoso. Tutte le uova nella massa ovigera si schiudono contemporaneamente in unico evento. Delle larve sopravvive circa lo 0,000001%. Le cause della mortalità larvale sono varie: possono venire mangiate da vermi o uccise da funghi, ma possono anche morire a causa di variazioni nella temperatura dell'acqua o di una carente ossigenazione.

#### Sviluppo larvale

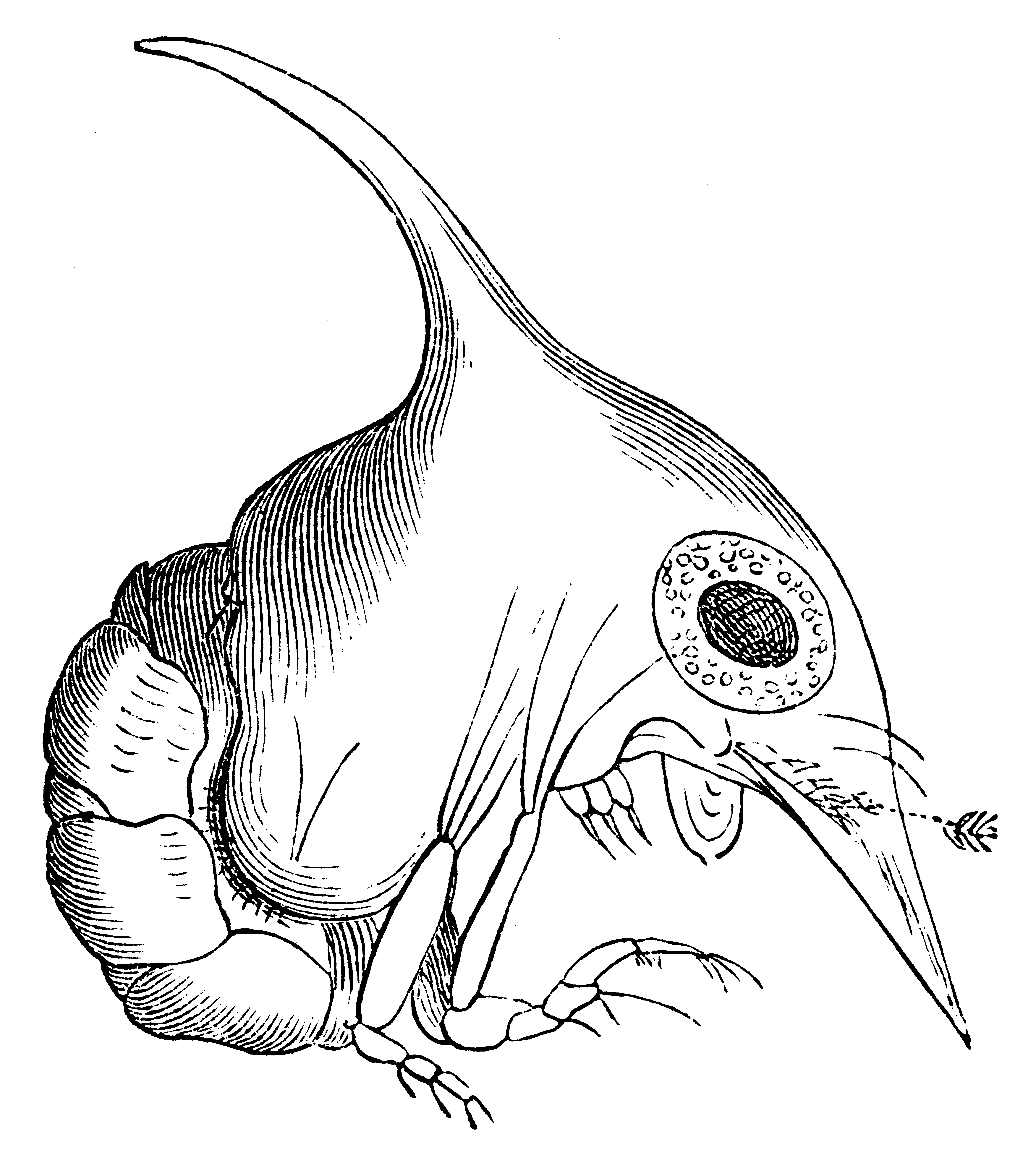
Larva zoea di un granchio non identificato

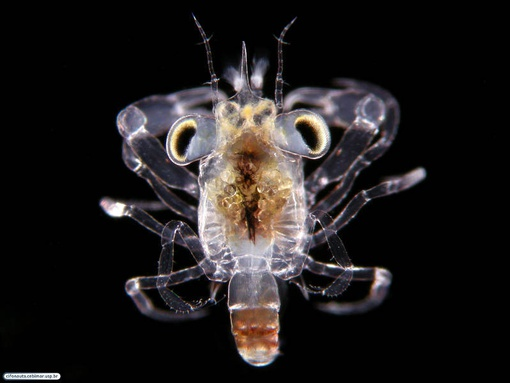
Larva megalopa di un granchio portunide

Dopo la schiusa, C. sapidus passa attraverso due fasi larvali: quello di zoea e quello di megalopa. Le larve zoea sono caratteristiche per la presenza di lunghe spine frontali e dorsali e per la mancanza di appendici addominali; passano attraverso sette stadi (raramente sei) separati l'un l'altro da mute. Lo sviluppo della fase zoea dura da 31 a 49 giorni a 25 °C; in questa fase la larva ha bisogno di acque a salinità marina e non tollera acque dolci o oligoaline tanto da non superare il primo stadio di zoea in acqua a salinità inferiore al 20,1 per mille. Le larve zoea fanno vita planctonica in acque superficiali, sono attive nuotatrici e possono essere disperse su lunghe distanze dalle correnti.
Con il freddo invernale, la crescita rallenta fino a bloccarsi, ma riprende con l'estate. Lo stadio di megalopa dura dai 6 ai 20 giorni, prima che la larva diventi un giovane granchio. La larva megalopa abbandona lo stile di vita planctonico per divenire bentonica, è comunque una forte nuotatrice ed è in grado di risalire gli estuari per portarsi nelle acque salmastre dove avverrà la maturazione. La metamorfosi da megalopa a giovane adulto è indotta dalla diminuzione della salinità e dalla presenza nell'acqua di composti chimici tipici delle acque fluviali come gli acidi umici, durante questa fase le megalope si rifugiano tra le alghe bentoniche per avere riparo dalla predazione.

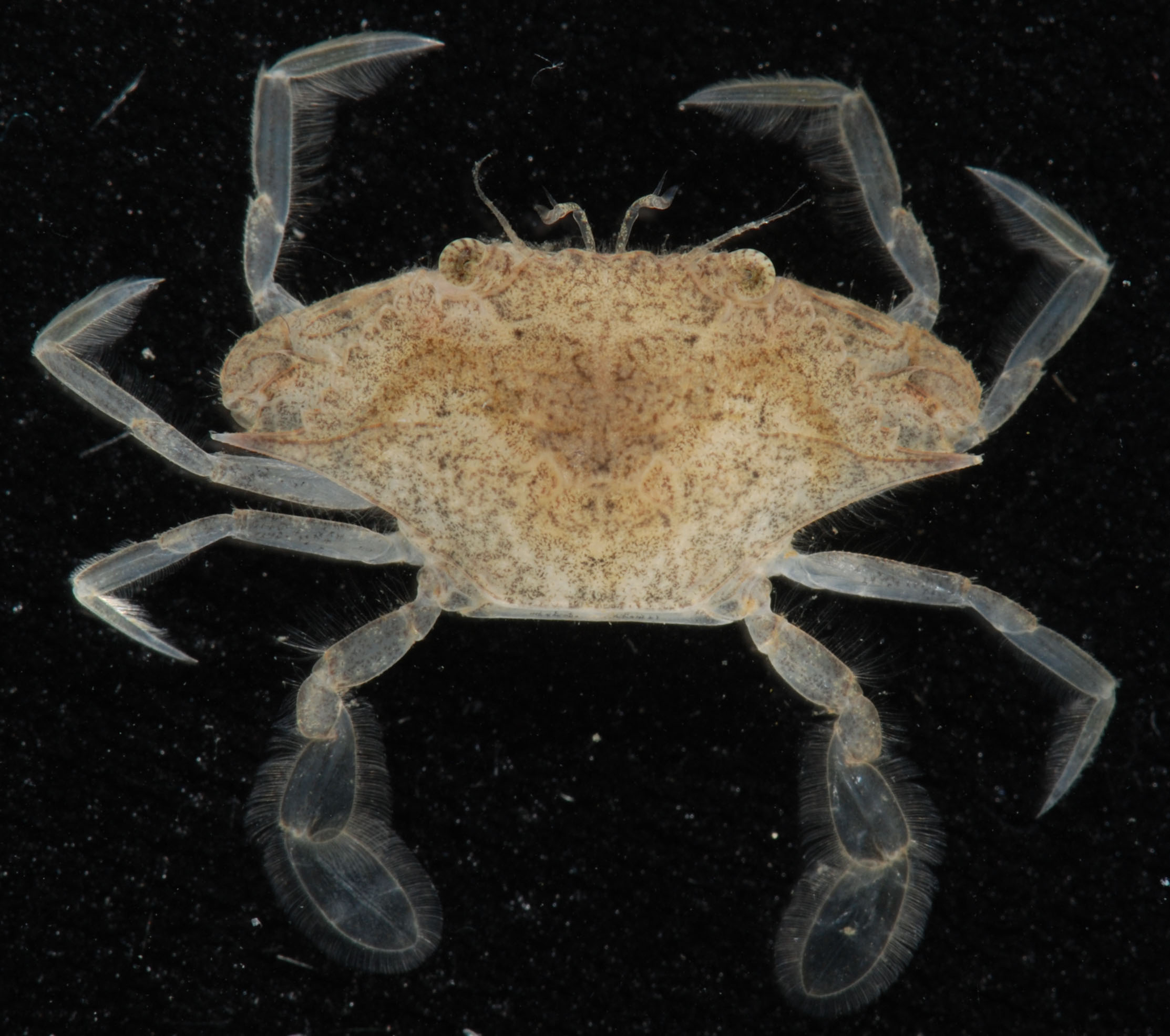
Giovane di

### Predatori
I predatori naturali del granchio reale blu nell'areale originario sono numerosi e includono diverse specie di pesci (anguille, scienidi, Morone saxatilis, trote, alcuni squali, dasiatidi), stelle marine come Asterias forbesi, alcune specie di tartarughe marine (Lepidochelys olivacea) o di uccelli (Larus argentatus, Phalacrocorax auritus, Ardeidae). Nel Mediterraneo è segnalata la predazione da parte del polpo comune.

### Patogeni e parassiti
Nell'areale nativo C. sapidus è vittima di numerosi patogeni e parassiti tra i quali virus, batteri, funghi, ciliati, amebe e altri protozoi, dinoflagellati, nematodi, nemertini metacercarie di trematodi e cirripedi rizocefali.

## Pesca
I dati sulla pesca del C. sapidus registrati dalla FAO considerano il pescato in circa 240 paesi e 26 aree di pesca principali. Sono considerate in genere tonnellate di granchi vivi, catturati e sbarcati dai pescherecci.
Grafico
Tonnellate di Callinectes sapidus pescato (dati FAO)

### Nell'areale d'origine

#### Una pesca tradizionale
Il granchio blu nell'areale originario rappresenta una voce molto importante della pesca, in particolare negli Stati Uniti orientali dove è uno dei principali prodotti ittici; viene pescato soprattutto in due aree: la baia di Chesapeake e il golfo del Messico (prevalentemente la Louisiana). Una quota minore di pescato proviene dalla costa atlantica statunitense, soprattutto dalla Carolina del Nord.
Il granchio blu era un alimento importante già nel XVII secolo per i coloni inglesi e per le tribù native americane dell'area della baia di Chesapeake. Non erano considerati di pregio come poteva esserlo il pesce; nel loro areale d'origine i granchi erano quindi spesso usati come un'esca per la pesca. Hanno guadagnato popolarità a livello regionale a partire dal XVIII secolo, anche se il rapido deperimento ne limitava la distribuzione e ne ostacolava la crescita della pesca. I progressi nelle tecniche di refrigerazione di fine '800 e inizio '900 hanno consentito di soddisfare la crescente domanda di granchio blu a livello nazionale.
Nel Golfo del Messico, la pesca commerciale dei granchi blu viene menzionata per la prima volta nel 1880. I pescatori utilizzavano guadini con lunghi manici e reti a bilancia, oltre ad altri semplici attrezzi da pesca, per catturare i granchi di notte. È dalla Louisiana che la pesca si è estesa a buona parte del Golfo del Messico settentrionale. Il primo impianto di lavorazione commerciale in Louisiana fu aperto a Morgan City nel 1924. Altri impianti furono presto attivati, e l'industria divenne importante per la regione già nel 1931, anche se la lavorazione commerciale dei granchi blu non si diffuse fino alla seconda guerra mondiale.

#### Declino della pesca nella baia di Chesapeake

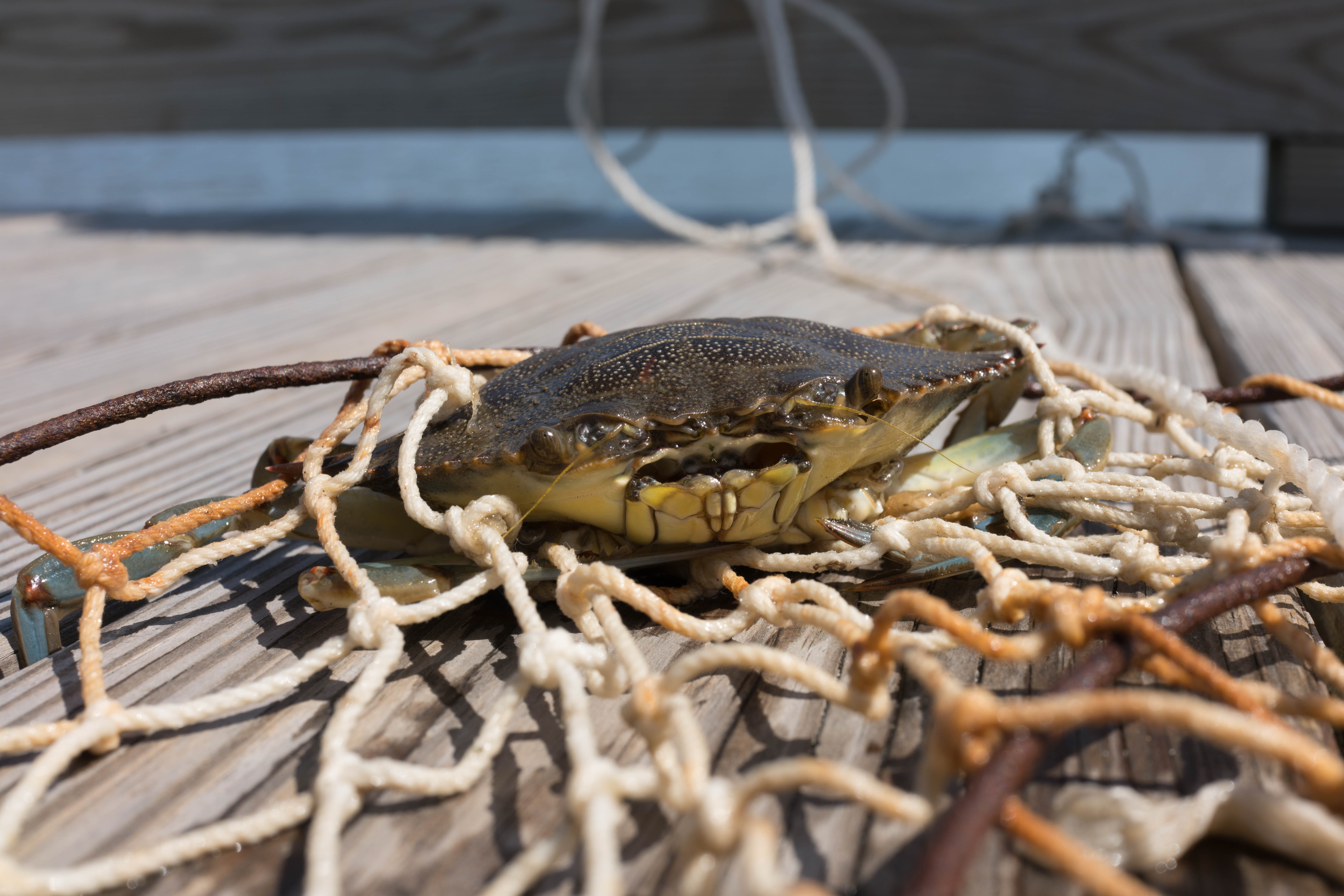
Esemplare di granchio blu catturato con una rete da posta in Maryland

La baia di Chesapeake ha ospitato le prime attività di pesca al granchio blu ed è stata storicamente la principale area di cattura ma, a partire dagli anni 1970, ha perso progressivamente importanza. Fino al 1950, infatti, circa il 75% del pescato proveniva da questa baia; successivamente, tuttavia, questo valore è progressivamente diminuito, fino al 36,5% del 1994. Gli stock della baia di Chesapeake hanno mostrato frequenti crolli nel pescato che hanno destato allarme tra gli operatori della pesca. Ad esempio negli anni della prima guerra mondiale e quelli immediatamente successivi o nella seconda metà degli anni 1940 si sono registrati dei minimi di catture che però sono stati seguiti da complete riprese delle popolazioni o addirittura da record di crostacei sbarcati. Le ragioni di queste fluttuazioni non sono completamente note, ma è stato ipotizzato che abbiano a che fare con mutamenti delle condizioni ambientali non meglio specificate, unite a mutamenti nei mercati e da riduzioni nello sforzo di pesca a causa delle due guerre mondiali. Un calo nel pescato più massiccio e duraturo si è verificato a partire dagli anni 1990 quando si è passati dai 347 milioni di individui catturati nell'anno record 1993 a solo 132 milioni nel 2007. Questo declino, che ha colpito pesantemente l'occupazione nel settore della pesca, sembra dovuto a diverse concause, principalmente due: la degradazione dell'ambiente a causa di fenomeni di eutrofizzazione con conseguenti crisi anossiche nei fondali, morte del benthos tra cui i granchi stessi e le relative prede e frammentazione o scomparsa delle praterie di fanerogame marine rifugio dei giovanili e la sovrapesca soprattutto delle femmine mature e/o ovigere. Il risultato di questi fattori impattanti sulle popolazioni è una diminuzione della produzione di uova, una maggiore mortalità larvale e, di conseguenza, uno scarso reclutamento di giovani adulti e di futuri riproduttori. Per ricostituire queste popolazioni così importanti per l'industria ittica statunitense sono stati presi numerosi provvedimenti tra i quali la riduzione dello sforzo di pesca, l'istituzione di periodi di divieto e, con ottimi risultati, la riproduzione in cattività della specie e rilascio in natura di giovanili di granchio appena metamorfosati. Nel frattempo si sono prese iniziative sul lungo periodo per migliorare la qualità dell'acqua della baia.
Nel 2017 gli stati USA maggiori produttori erano nell'ordine Louisiana, Maryland, Virginia e Carolina del Nord. C. sapidus sembra avere una certa importanza per la pesca anche in Brasile, sebbene non quantificabile data l'assenza di statistiche ufficiali; viene effettuata una pesca mirata ed è catturato anche in abbondanza come bycatch nella pesca ai gamberetti con nasse di tipo bertavello.
La pesca al granchio reale si effettua oggigiorno prevalentemente tramite particolari nasse denominate crab pot innescate con pesci oleosi come il menhaden, altri sistemi meno utilizzati sono i palamiti e le draghe, queste ultime piccole reti a strascico con imboccatura rigida simili al "rapido" impiegato nel Mediterraneo.
Al fine della pesca, i granchi vengono divisi in jimmies (maschi adulti), sallies (femmine immature) e sooks (femmine adulte). Altra suddivisione commerciale è fra i granchi a guscio tenero perché freschi di muta, quelli in procinto di mutare e quelli con il carapace già indurito. I primi, sebbene rappresentino una piccola frazione del pescato totale, sono particolarmente apprezzati dai consumatori e spuntano prezzi più alti. In genere per avere granchi teneri vengono catturati individui prossimi alla muta che vengono posti in apposite vasche in attesa della perdita del carapace, quando questa avviene vengono immediatamente separati dagli altri perché i granchi a guscio tenero sono facilmente vittime di cannibalismo.

### Nel Mediterraneo

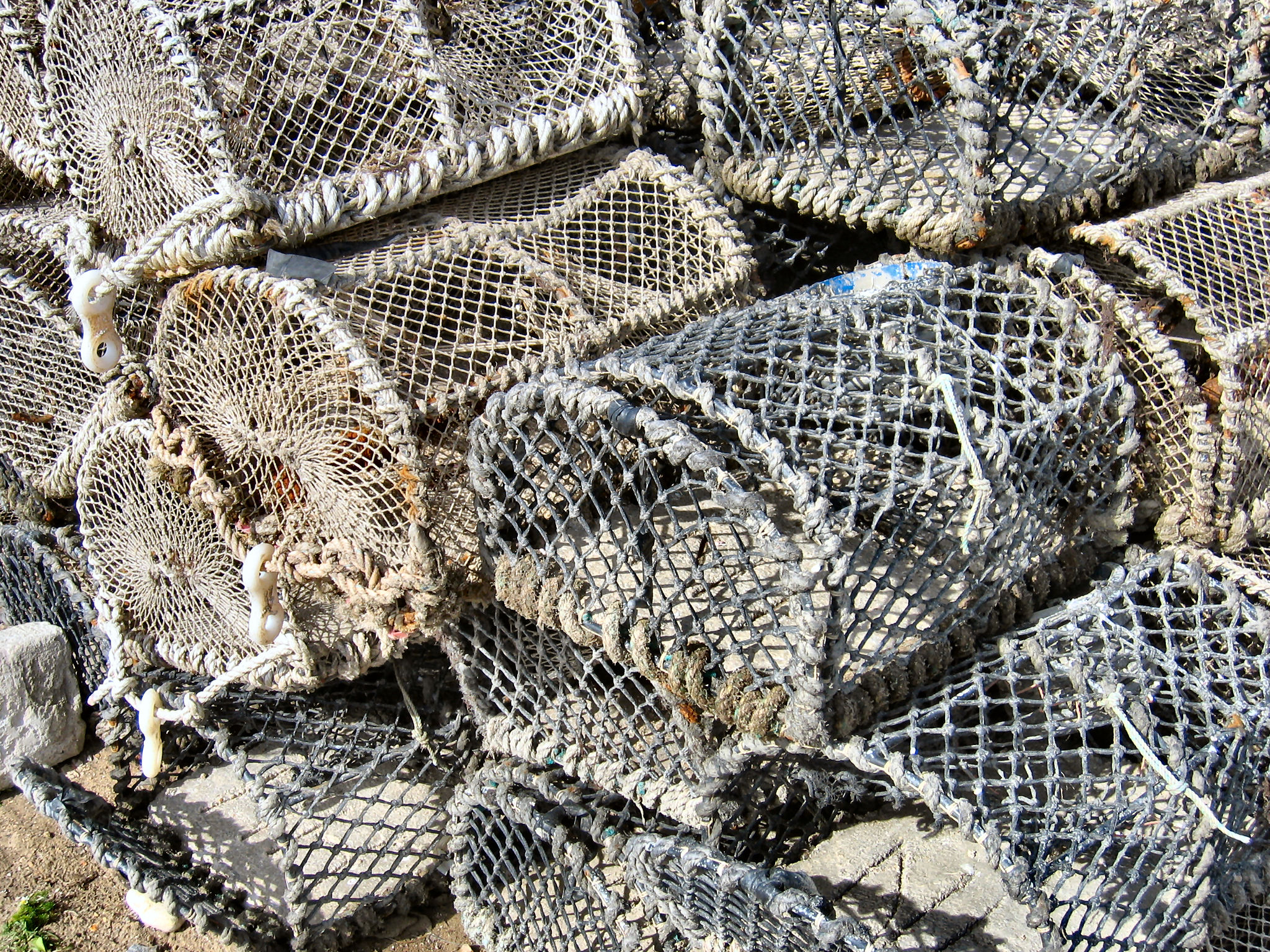
Crab pots, particolari nasse impiegate per la pesca del granchio blu

L'aumento rapidissimo delle popolazioni di C. sapidus nel Mediterraneo occidentale negli anni 2020, il rischio di gravi danni ambientali ed economici e il valore commerciale che la specie ha nelle acque americane hanno indicato fin da subito che la sua valorizzazione sui mercati sud europei e mediterranei avrebbe sia rappresentato un'occasione di profitto per gli operatori del settore ittico e di creazione di posti di lavoro, sia avrebbe costituito un'efficace strategia per il suo contenimento, essendo la specie aliena divenuta invasiva. Nel bacino orientale del Mediterraneo, risiedono popolazioni abbondanti sin dagli anni 1940 e lo sfruttamento commerciale del granchio blu risale almeno agli anni 1950 nel golfo di Salonicco, nel quale, addirittura, le popolazioni subirono un grave crollo negli anni 1960 a causa di vari fattori, tra i quali la sovrapesca. In seguito a questo evento la pesca commerciale della specie subì una forte riduzione. Nel 2007 la specie è ricomparsa nel mar Egeo settentrionale, alla foce del fiume Evros dove l'attività di pesca è ripresa e si è assistito a un nuovo aumento del pescato nel golfo di Salonicco. La pesca commerciale ha avuto una certa rilevanza locale in Egitto, in particolare negli anni 1960 nelle acque del delta del Nilo. Le popolazioni sono crollate drammaticamente nei primi anni 1970, presumibilmente in seguito a squilibri idrologici seguiti alla costruzione della Diga di Assuan; sembrano essersi in seguito riprese almeno in parte perlopiù nelle lagune costiere. Altro paese nel quale si è sviluppata una pesca professionale mirata a questa specie è la Turchia dove il granchio blu viene catturato commercialmente in almeno 15 lagune; anche in Turchia si è assistito a un brusco calo del pescato a partire dal 2003, ma in seguito c'è stata una ripresa e la specie viene regolarmente catturata e venduta.
Come già detto; le parti occidentale e settentrionale del Mediterraneo hanno iniziato a sostenere popolazioni stabili di C. sapidus molti anni dopo rispetto alla parte orientale e quindi lo sfruttamento commerciale della specie vi è molto meno organizzato e risulta economicamente meno significativo, nonostante riceva grande attenzione da parte degli operatori della pesca. Sebbene molte marinerie si stiano attrezzando per lo sfruttamento di questa nuova risorsa, al 2024 la letteratura scientifica riporta solo pochi esempi di pesca commerciale nel bacino occidentale del Mediterraneo, tra i quali alcune realtà tunisine, le coste croate, dove sono state sviluppate attrezzature apposite per la cattura del granchio blu, le isole ioniche della Grecia, dove la specie è arrivata negli anni 2000, e i laghi costieri del Gargano, dove esiste una pesca specifica per i granchi a guscio molle. Sempre al 2024 risulta una notevole discrepanza in Italia fra l'alta domanda di questa specie da parte dei consumatori e la bassa offerta sui mercati.

### Acquacoltura

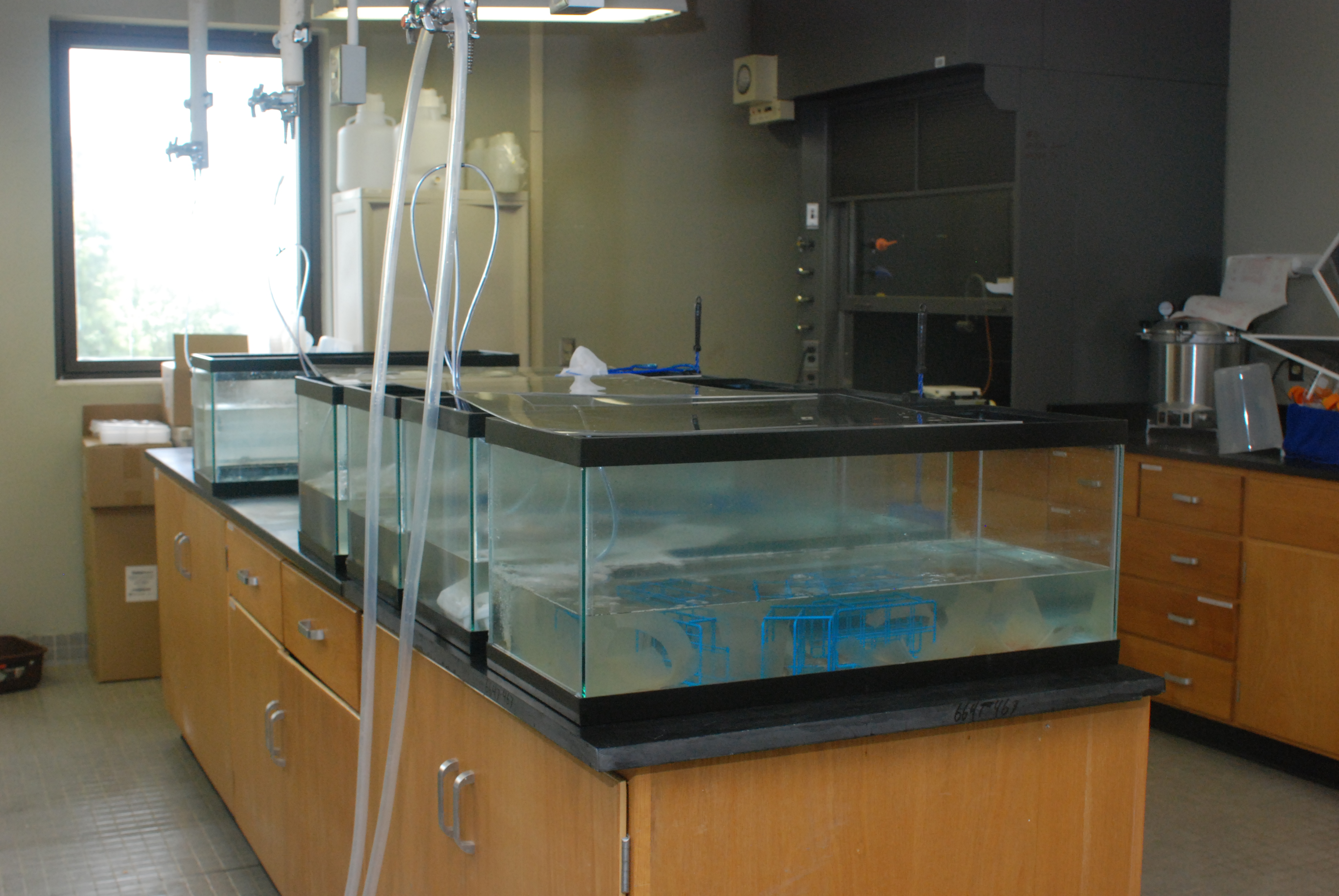
Acquari sperimentali per lo studio di Callinectes sapidus

Al contrario della pesca il settore dell'acquacoltura non è molto sviluppato per quanto riguarda la specie in oggetto: la scheda della FAO riporta solo poche centinaia di tonnellate di granchio blu allevato e solo per pochi anni fra la fine degli anni novanta del XX secolo e i primi anni del successivo millennio. Di fatto la maggior parte dell'acquacoltura dedicata a questa specie è costituita dalla produzione di giovanili neometamorfosati destinati alla ricostituzione degli stock selvatici impoveriti dalla sovrapesca e dal degrado ambientale, allevamento che viene effettuato con successo anche in grandi quantitativi. Dal 2019 è attivo in Mississippi un progetto di ricerca al fine di sviluppare un sistema di allevamento che comprenda tutti gli stadi vitali della specie, dalla raccolta delle uova da femmine selvatiche all'adulto di taglia commerciale. Esperimenti tesi alla creazione di un'acquacoltura da produzione commerciale nelle acque lagunari del mar Nero sono in corso in Romania a partire dal 2021, con risultati incoraggianti.

## Alimentazione umana

### Caratteristiche nutrizionali

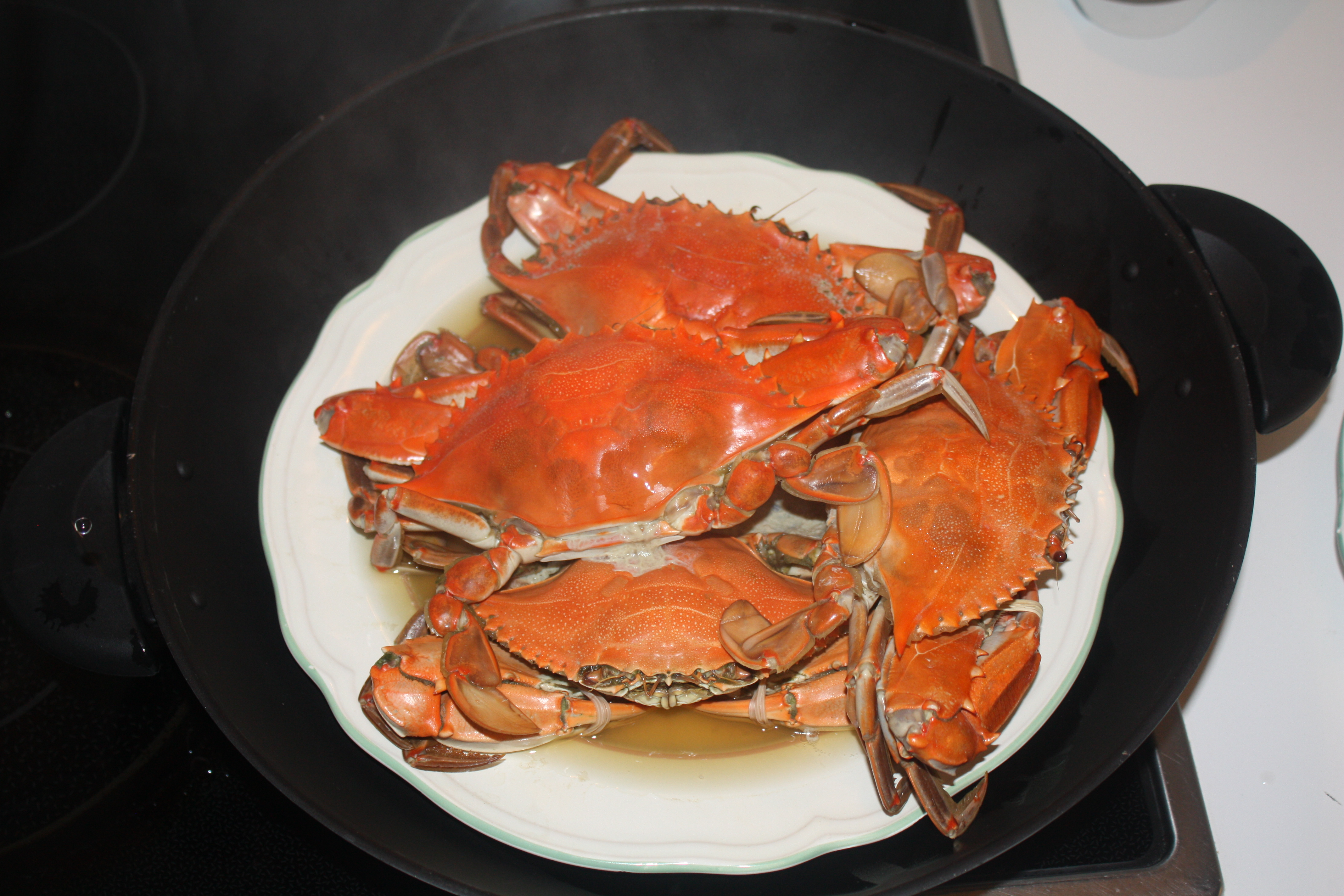
Esemplari cotti dalla tipica colorazione rossa

La carne del granchio blu è ricca di vitamina B12; i nutrienti presenti mostrano una notevole variabilità individuale e geografica. Ha un contenuto di proteine variabile tra il 13,82% e il 20,24% e una percentuale di grassi che va dal 3,85% al 6,21%. La carne delle chele è più proteica ed ha un minor contenuto di grassi rispetto a quella all'interno del carapace. Il contenuto di acidi grassi saturi è risultato essere compreso fra il 28,48% e il 30,09% del totale.

### Cucina
Negli Stati Uniti d'America orientali, il granchio blu è considerato un alimento prelibato. È notoriamente il piatto tipico di Charleston, servito in insalata, sui crostini o accompagnato da intingoli a base di formaggio fresco o al cheddar. Il granchio blu à anche parte della tradizionale cucina afro-statunitense degli stati del sud. Nel Maryland si cucina la zuppa di granchio in modo simile alla più famosa zuppa di granchio di Charleston, in inverno, usando le femmine cariche di uova ed aggiungendo odori e sapori tipici della tradizionale cucina afro-statunitense, come le foglie di pepe rosso. Il famoso chef afro-statunitense di inizio XX secolo, William Deas, prendeva in prestito alle cucine delle famiglie di origine francese le cipolle, la panna, la farina per inspessire la zuppa, oltre che alla salsa Worcestershire e lo sherry. Ma il C. sapidus cucinato in zuppa si trova lungo tutta la costa atlantica, fino a Baltimora.

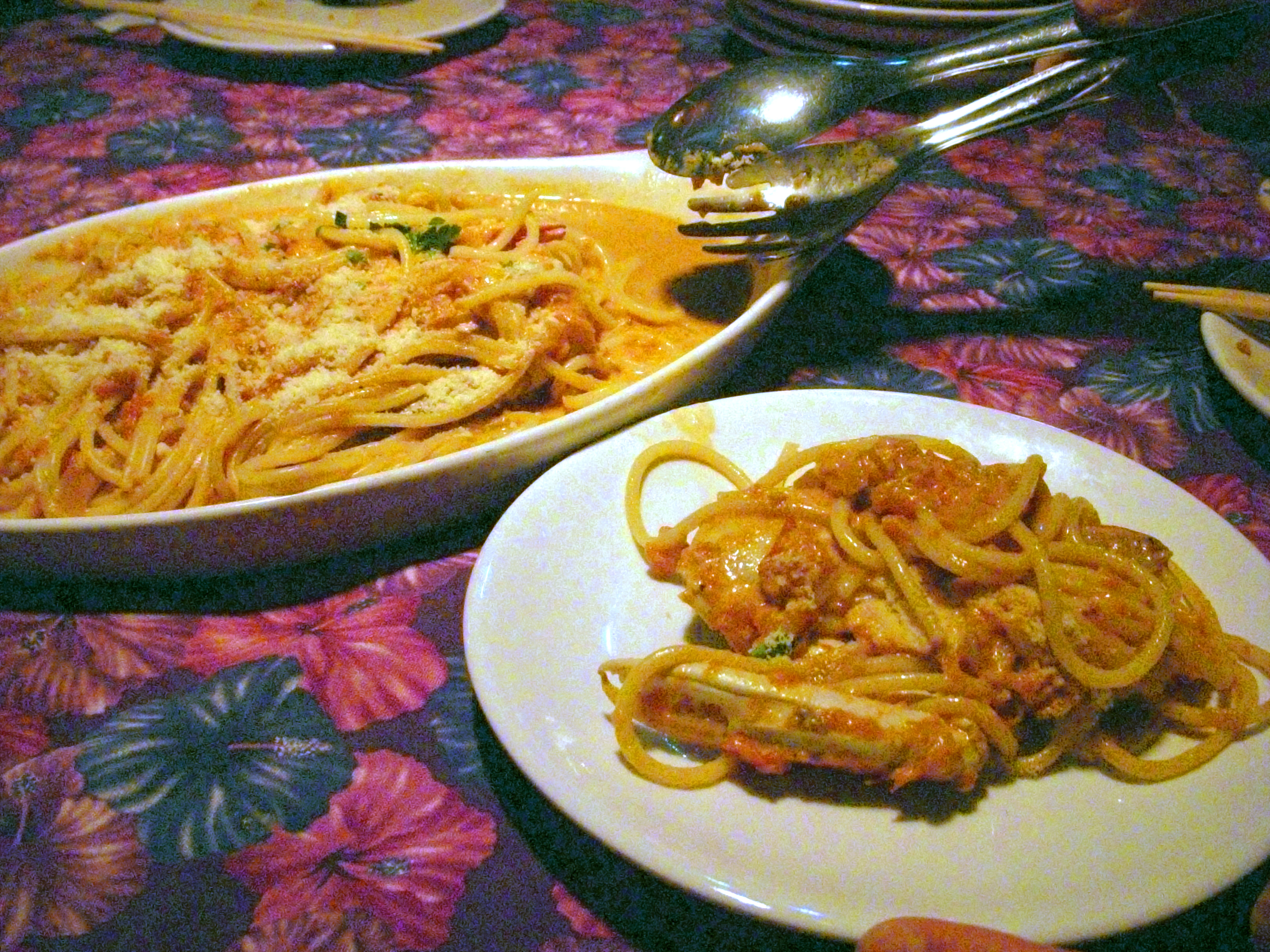
Spaghetti con polpa di granchio blu

Questi animali vengono bolliti in acqua con altri ingredienti e varie misture di erbe aromatiche nella preparazione del Country Boil: un bollito di granchio blu diffuso negli stati del sud (Louisiana, Maryland, Florida, Nuovo Messico). Per poterli cuocere a piacimento, essi vengono gettati in scolapasta ed estratti una volta raggiunto il colore rosso, tipico dei crostacei bolliti.
Per estrarre la polpa del granchio, è necessario "scoperchiarlo" e in seguito romperne le varie articolazioni, ricavando un quantitativo di carne modesto rispetto alle dimensioni totali dell'animale. Le branchie, solitamente rimosse, chiamate tomalley o mostarda (a causa del colore), vengono considerate da alcuni una prelibatezza.
La carne del granchio blu viene utilizzata, oltre che come cibo istantaneo, anche come prezioso ingrediente del crab cake e di altre ricette locali. La carne inoltre può essere trattata per la conservazione in appositi stabilimenti ed essere venduta inscatolata.
I granchi catturati appena dopo la muta, e perciò muniti di guscio ancora molle, vengono privati delle interiora e delle branchie e fritti dopo essere stati immersi in una pastella di uova, farina ed erbe aromatiche.

## Conservazione

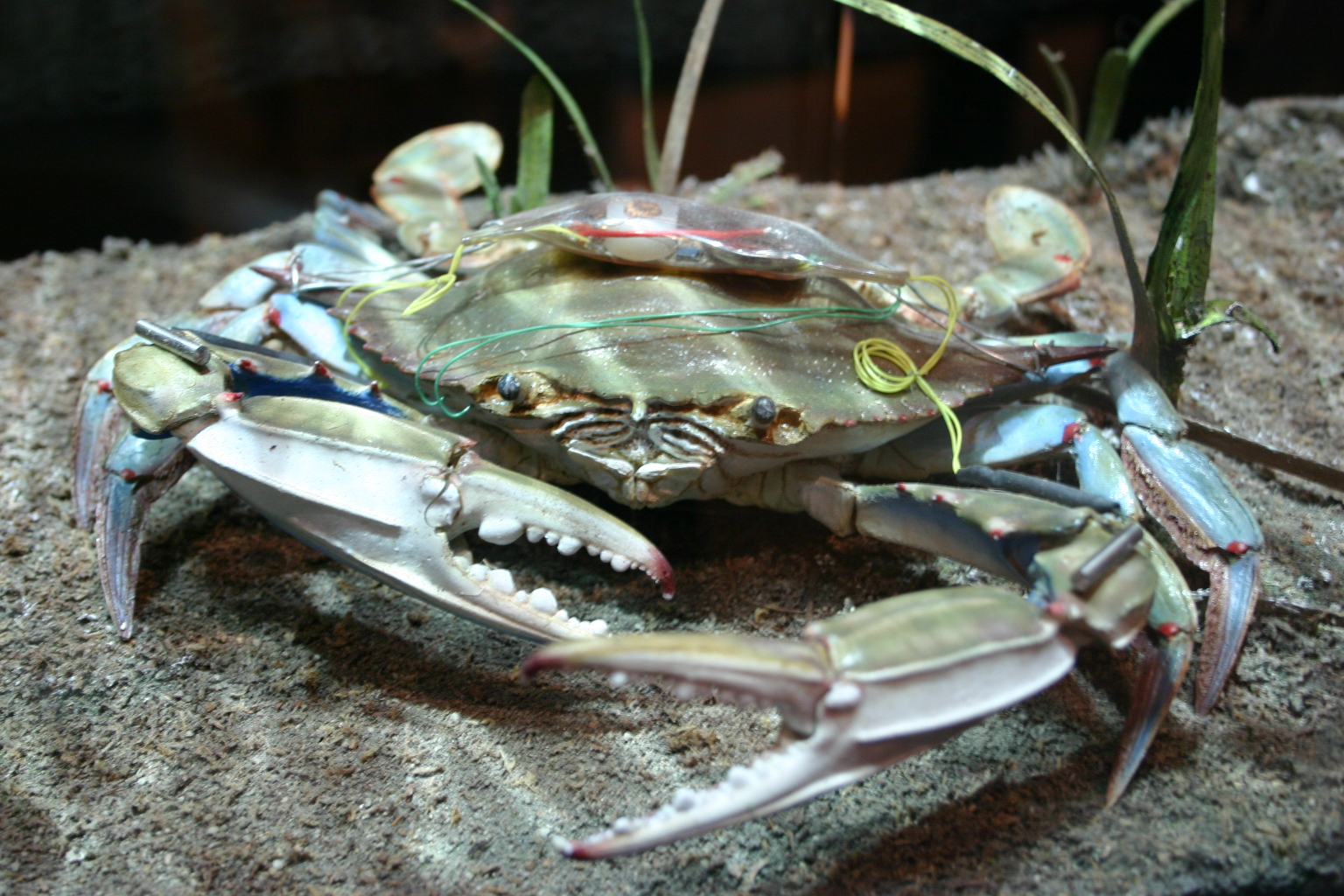
Esemplare di granchio blu dotato di dispositivo per la geolocalizzazione per scopi di ricerca scientifica

C. sapidus non è inserito nella Lista rossa IUCN. La specie non sembra essere particolarmente vulnerabile e, in assenza di uno sforzo di pesca eccessivo, le popolazioni naturali sono in grado di riprendersi in modo rapido. Gli stock sembrano aver aumentato la loro consistenza soprattutto in seguito a misure di tutela.
L'habitat palustre della Louisiana, cruciale per la sopravvivenza di numerose specie marine, tra cui il granchio blu, è sottoposto a crescenti pressioni. Per contrastare questo trend, sono in corso interventi di tutela e ripristino. Nonostante le misure adottate per prevenire la pesca illegale di esemplari al disotto delle dimensioni ammesse, la raccolta di femmine immature di granchio blu, pur essendo conforme alla normativa vigente, rappresenta una minaccia per la riproduzione della specie. Questa pratica, infatti, impedisce a un numero significativo di individui di raggiungere la maturità sessuale e contribuire al rinnovamento delle popolazioni.
Le nasse abbandonate in mare rappresentano una minaccia per l'ecosistema marino. Queste trappole, una volta perse, continuano a catturare inavvertitamente diverse specie marine, compresi i granchi blu. Inoltre, possono creare ostacoli per la navigazione e interagire negativamente con altri attrezzi da pesca, alterando l'equilibrio degli habitat marini.

## Effetti come specie invasiva
Il granchio reale blu è una specie aliena e invasiva nel Mediterraneo in grado di causare ingenti danni agli ecosistemi lagunari e costieri, alla pesca e alla coltivazione dei molluschi, tanto da essere stata inserita tra le 100 specie aliene più pericolose per il Mediterraneo. Può entrare in competizione negli areali di specie autoctone, danneggiandone la popolazione. Può inoltre rovinare alcuni tipi di reti da pesca con le proprie chele ed introdursi negli impianti di acquacoltura, danneggiando pesantemente soprattutto quelli per l'allevamento di molluschi bivalvi, animali per i quali C. sapidus mostra di avere un metodo di predazione altamente efficiente. In alcuni casi la diffusione del granchio blu ha causato la netta decrescita del pescato di pesci ossei di alto valore commerciale. Un caso di studio è quello del fiume Ebro, nel quale l'insediamento prima e la rapidissima espansione poi della specie in oggetto hanno portato in pochi anni a farle assumere un ruolo dominante a livello ecosistemico, con la contestuale drastica riduzione delle popolazioni delle altre specie, tra le quali molte che precedentemente avevano un importante ruolo economico. In Tunisia, oltre ai danni alle popolazioni di specie ittiche di interesse commerciale, i principali impatti sono il danneggiamento delle reti, soprattutto reti da posta, e dei pesci catturati che vengono resi non commerciabili; inoltre, i pescatori possono esser feriti dalle chele dei granchi rimasti impigliati nelle reti. Particolarmente grave appare la situazione del nord Adriatico dove a popolazioni molto numerose di granchio blu si associano allevamenti e zone di pesca di bivalvi di alto valore economico. La situazione nell'Adriatico settentrionale e i suoi riflessi su pesca e ambiente hanno avuto una notevole copertura mediatica a partire dall'estate del 2023, portando anche il pubblico non specialista a conoscenza della gravità dell'invasione.

### Gestione
I problemi causati da C. sapidus nelle zone di introduzione hanno spinto i ricercatori a sviluppare delle strategie di gestione della specie. In particolare sono stati previsti tre distinti scenari.
- Il primo consiste semplicemente nel non gestire il granchio blu, non prendendo alcun provvedimento e confidando nella naturale evoluzione delle popolazioni che, dopo un periodo iniziale di espansione incontrollata, crollano su numeri molto inferiori soccombendo a vari agenti ambientali;[179] questo pattern è comune a molte invasioni biologiche che, dopo un'esplosione numerica iniziale, si stabilizzano su un plateau di molto minor abbondanza.[189] Questa strategia non tiene naturalmente conto dei danni prodotti dalla specie nel periodo antecedente al plateau e neanche della normativa europea riguardo alle specie aliene invasive che prevede un approccio di riduzione del danno.
- La seconda strategia si basa su politiche di gestione attiva con l'obiettivo finale, se possibile, di un'eradicazione totale. Si tratta di un'opzione certamente ideale sia dal punto di vista ambientale che da quello economico, ma si scontra con gli alti costi e il forte sforzo di pesca necessario per raggiungere un risultato definitivo. Inoltre le popolazioni mediterranee di granchio blu sono considerate ormai così abbondanti e diffuse che, anche alla luce della biologia riproduttiva della specie e della grande dispersione degli stadi larvali planctonici, da rendere irrealistica l'eradicazione.
- La terza possibilità di gestione della specie è sempre basata su una gestione attiva, ma integrata dalla possibilità di sfruttamento economico, affidando quindi la cattura agli stessi pescatori locali.[179] Questo approccio di gestione basato sulla pesca commerciale è stato già testato con notevole successo nelle acque nordamericane per altre specie di crostacei invasivi dotati di buon potenziale commerciale come Paralithodes camtschaticus e Carcinus maenas, le cui popolazioni sono state riportate a livelli sostenibili dopo l'inizio dello sfruttamento commerciale e la creazione di filiere dedicate al commercio del pescato.[190] Anche il caso tunisino di cui si è parlato nella sezione "Distribuzione e habitat" rientra appieno in questa tipologia di gestione.